# Казачинско-Ленский район
Каза́чинско-Ле́нский райо́н — административно-территориальное образование (район) и муниципальное образование (муниципальный район) в Иркутской области России.
Административный центр — село Казачинское.

## География
Казачинско-Ленский район занимает бо́льшую часть Предбайкальской впадины и северную часть Байкальского хребта (1200—2000 м над уровнем моря). Природная зона — тайга.
Основной водной артерией является река Киренга. Много озёр и болот.
Климат района резко континентальный. Среднегодовая температура равна −3,7 °С. Амплитуда температурных колебаний — 89,5 °С, годовое количество осадков — 368 мм, выпадают в основном в июле—августе. Снег держится в среднем 190 дней и сходит в конце апреля — начале мая. Территория района приравнена к районам Крайнего Севера.
Граничит с Киренским, Усть-Кутским, Жигаловским и Качугским районами Иркутской области, а также с Республикой Бурятия.

## История
В XVI веке долину реки Киренги осваивали эвенки, образуя небольшие поселения, состоящие из юрт. С XVII столетия началось заселение территории русскими казаками и беглыми крестьянами, а затем и «промышленными людьми». Первый населённый пункт — деревня Ханда — на территории Казачинско-Ленского района был основан в 1739 году на месте впадения реки Ханды в реку Киренгу.
В декабре 1917 года на территории района была установлена Советская власть, 28 июня 1926 года в составе Киренского округа Иркутской области образован Казачинский район, который 3 декабря 1930 года был переименован в Казачинско-Ленский.

## Население
| 1939    | 1959    | 1970    | 1979    | 1989    | 2002    | 2009    |
| ------- | ------- | ------- | ------- | ------- | ------- | ------- |
| 8522    | ↘4795   | ↘4448   | ↗18 981 | ↗29 394 | ↘21 127 | ↘20 357 |
| 2010    | 2011    | 2012    | 2013    | 2014    | 2015    | 2016    |
| ↘18 829 | ↘18 761 | ↘18 340 | ↘17 961 | ↘17 540 | ↘17 360 | ↘17 291 |
| 2017    | 2020    | 2021    |         |         |         |         |
| ↘17 046 | ↘16 413 | ↘15 404 |         |         |         |         |

Территориальная структура расселения имеет крестообразную форму: старое расселение формировалось в XVII веке вдоль долины Киренги, новое развивается перпендикулярно, вдоль БАМа.
Население района относительно молодо: удельный вес населения трудоспособного возраста составляет 65,5 % от общей численности, младше трудоспособного возраста — 26,6 %. В половой структуре населения проявляется дефицит мужчин.
В целом демографическая ситуация характеризуется естественным приростом и миграционным оттоком населения, обусловленным излишком рабочей силы и низким жизненным уровнем в районе

### Урбанизация
Городское население (рабочие посёлки Магистральный, Улькан) составляет 64,12 % от всего населения района.

## Муниципально-территориальное устройство
В муниципальный район входят 8 муниципальных образований, в том числе 2 городских поселения  и 6 сельских поселений, а также 1 межселенная территория без какого-либо статуса муниципального образования:
| №        | Муниципальное образование | Административный центр        | Количество населённых пунктов | Население (чел.) | Площадь (км²) |
| -------- | ------------------------- | ----------------------------- | ----------------------------- | ---------------- | ------------- |
| 1e-06    | Городские поселения       |                               |                               |                  |               |
| 1        | Магистральнинское         | рабочий посёлок Магистральный | 2                             | ↘5996            | 315,00        |
| 2        | Ульканское                | рабочий посёлок Улькан        | 3                             | ↘4311            | 516,49        |
| 2.000002 | Сельские поселения        |                               |                               |                  |               |
| 3        | Казачинское               | село Казачинское              | 6                             | ↘2624            | 744,22        |
| 4        | Карамское                 | село Карам                    | 1                             | ↘288             | 485,40        |
| 5        | Ключевское                | деревня Ключи                 | 2                             | ↘1044            | 134,80        |
| 6        | Кунерминское              | посёлок Кунерма               | 1                             | ↗25              | 1,47          |
| 6.000003 | Мартыновское              | село Верхнемартыново          | 3                             | ↘113             | 7,40          |
| 7        | Небельское                | посёлок Небель                | 1                             | ↘242             | 97,45         |
| 8        | Новосёловское             | посёлок Окунайский            | 3                             | ↘893             | 403,46        |
| 8.000004 |                           |                               |                               |                  |               |
| 8.000005 | межселенная территория    |                               | 1                             | 0                | 30570,09      |

Законом Иркутской области от 25 мая 2017 года упразднено Тарасовское муниципальное образование, территория которого в июне была включена в Ульканское муниципальное образование.
Законом Иркутской области от 7 ноября 2022 года упразднено Мартыновское муниципальное образование, включённое в Казачинское сельское поселение к январю 2023 года.
Законом от 5 декабря 2022 года статус Кунерминского муниципального образования был изменён с городского на сельское поселение к январю 2023 года.

## Населённые пункты
В Казачинско-Ленском районе 23 населённых пункта.
| №  | Населённый пункт | Тип             | Население | Муниципальное образование                   |
| -- | ---------------- | --------------- | --------- | ------------------------------------------- |
| 1  | Верхнемартыново  | село            | ↘86       | Казачинское сельское поселение              |
| 2  | Вершина Ханды    | деревня         | ↗10       | межселенная территория                      |
| 3  | Ермаки           | село            | ↘33       | Казачинское сельское поселение              |
| 4  | Казачинское      | село            | ↘2607     | Казачинское сельское поселение              |
| 5  | Карам            | село            | ↗326      | Карамское муниципальное образование         |
| 6  | Карнаухова       | деревня         | ↘32       | Казачинское сельское поселение              |
| 7  | Ключи            | деревня         | ↘1054     | Ключевское муниципальное образование        |
| 8  | Конец Луг        | деревня         | →55       | Новосёловское муниципальное образование     |
| 9  | Коротково        | деревня         | ↘0        | Казачинское сельское поселение              |
| 10 | Кунерма          | посёлок         | ↗25       | Кунерминское муниципальное образование      |
| 11 | Кутима           | село            | ↘19       | Казачинское сельское поселение              |
| 12 | Магистральный    | рабочий посёлок | ↘5804     | Магистральнинское муниципальное образование |
| 13 | Мостовая         | деревня         | →19       | Ключевское муниципальное образование        |
| 14 | Небель           | посёлок         | ↘248      | Небельское муниципальное образование        |
| 15 | Нижнемартыново   | деревня         | ↘31       | Казачинское сельское поселение              |
| 16 | Новосёлово       | село            | ↘32       | Новосёловское муниципальное образование     |
| 17 | Окунайский       | посёлок         | ↘901      | Новосёловское муниципальное образование     |
| 18 | Осиново          | село            | →2        | Казачинское сельское поселение              |
| 19 | Поперечная       | деревня         | ↘2        | Казачинское сельское поселение              |
| 20 | Седанкина        | деревня         | ↗192      | Магистральнинское муниципальное образование |
| 21 | Тарасово         | село            | ↘110      | Ульканское муниципальное образование        |
| 22 | Улькан           | рабочий посёлок | ↘4073     | Ульканское муниципальное образование        |
| 23 | Юхта             | деревня         | ↘187      | Ульканское муниципальное образование        |

В июле 2012 года на межселенной территории был упразднён посёлок Умбелла. В июне 2018 года деревни Карнаухова, Коротково, Поперечная, сёла Ермаки, Осиново были выведены из межселенной территории и включены в Казачинское муниципальное образование. В мае 2017 года к селу Казачинское были присоединены упразднённые деревни Испиритиха, Паузок, Берёзовка, Конец Луг. Законом от 5 декабря 2022 года рабочий посёлок Кунерма преобразован с 1 января 2023 года в сельский населённый пункт (посёлок).

## Ресурсы
Минерально-сырьевые
На территории района разведаны четыре месторождения естественных строительных материалов: Балдахинское месторождение легкоплавных глин, пригодных для производства кирпича марок 100—150, Желтукское месторождение песка, пригодного для производства тяжёлых бетонов и строительных растворов, Юхтинское и Покосное месторождения песчано-гравийного материала, Хандинское месторождение бурого угля, а также месторождение берил-аквамарина.
Кроме того, по результатам поисково-оценочных работ обнаружены значительные ресурсы полиметаллических и плавикошпатовых руд, самородной серы, бурого угля, газообразных углеводородов и поделочных камней.
Лесные
Общая площадь, занятая лесами, составляет 1630 тыс. га (87 % территории района). Запасы леса представлены преимущественно хвойными породами: сосна, ель, пихта, сибирский кедр и лиственница.
Водные
Степень использования водных ресурсов незначительна: водоотбор составляет всего лишь 0,6 % величины устойчивого речного стока, поэтому имеются благоприятные условия для размещения водоемких производств.
Гидроэнергоресурсы оцениваются в 13,2 млрд кВт·ч среднегодовой выработки электроэнергии, но в настоящее время не используются. Наиболее актуально развитие в районе малой гидроэнергетики, обеспечивающей электроснабжение изолированных населённых пунктов.
Охотпромысловые
Казачинско-Ленский район богат промысловыми животными, такими как соболь, белка, колонок, росомаха, барсук, бурый медведь, рысь. С целью сохранения такого разнообразия на территории района организован самый крупный по площади в Иркутской области заказник „Туколонь“.
В реках обитают ценные виды рыб: таймень, ленок, сиг, хариус, тугунок. В поймах озёр гнездятся редкие виды птиц: лебедь-кликун, клоктун, серый журавль, скопа, орлан-белохвост, чёрный аист, краснозобая казарка, филин и другие, для защиты которых создан проект особо охраняемой природной территории „Лебединые озёра“.
Богат район и лекарственными растениями: здесь собирают тысячелистник, зверобой, чистотел, золотой корень и толокнянку.
Рекреационные
Разнообразие рельефа, растительного и животного мира, наличие уникальных гидроминеральных ресурсов, памятников природы и истории создают потенциал для развития научно-познавательного и спортивно-охотничьего видов туризма.
На территории района действует курорт „Талая“, специализирующийся на лечении и профилактике заболеваний почек, печени, обмена веществ и болезней органов зрения.

## Экономика
Казачинско-Ленский район расположен за пределами зоны сельскохозяйственного освоения. Ядро экономики района составляет лесозаготовка, лесопиление и деревопереработка (ОАО „Кунерминский ЛТХ“, ООО Русфорест-Магистральный», Небельский ЛЗУ), функционируют также предприятия строительного комплекса.

## Транспортная инфраструктура
Район достаточно удалён от основных центров, тем не менее, имеет развитую транспортную инфраструктуру. Его пересекает Байкало-Амурская магистраль (БАМ) и автодорога Усть-Кут — Магистральный — Кунерма — Новый Уоян, обеспечивающая выход на федеральные трассы «Сибирь» и «Вилюй». Всего протяженность автомобильных дорог в пределах района составляет 1018,6 км.
Имеется аэропорт в селе Казачинском.

## Социальная сфера
Социальная структура включает фельдшерско-акушерские пункты, школы, библиотеки, досуговые учреждения, центр информационной и методической поддержки педагогов. В каждом посёлке района установлена телефонная связь.
В районе возрожден областной фестиваль «Театральная весна на БАМе», ежегодно проходит фестиваль детского эстрадного творчества «Зажги свою звезду», конкурсы ветеранских хоров.
Работает профессиональное училище № 68.